# Клітини Беца

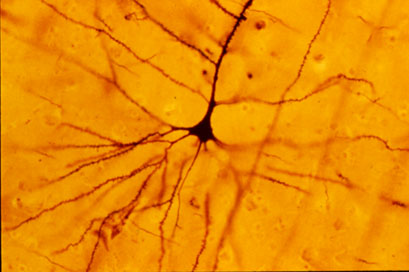
Пірамідна клітина Беца

Клітини Беца — глутаматергічні пірамідні нейрони 5 шару сірої речовини в первинній моторній корі головного мозку. Клітини Беца — одні з найбільших нейронів ЦНС, їх діаметр сягає 100 мкм. Вперше їх описав в 1874 році київський анатом Володимир Бец.
З V шару первинної моторної кори аксони клітин Беца йдуть через внутрішню капсулу, стовбур мозку та спинний мозок і формують кірково-спинномозковий шлях, який здійснює контроль довільних рухів.